# 소 요시쓰구
소 요시쓰구(宗義倫) 혹은 소 요시토모는 쓰시마 후추번의 4대 번주이다.

## 생애
간몬(寛文) 11년(1671년) 3월 26일에 제3대 번주 ・ 소 요시자네(宗義真)의 둘째 아들로 태어났다.
조쿄(貞享) 원년(1684년) 12월에 종4위하 우쿄다이후(右京大夫)로 서위되어 임관하였다. 맏형이 요절해 세자(世子)로 지명되었고 겐로쿠(元禄) 5년(1692년) 6월 27일에 아버지가 은거하면서 가독을 상속받아 쓰시마 후추번의 제4대 번주가 되었다.
한국의 《조선왕조실록》에는 이미 효종(孝宗) 원년(1650년)에 왜차(倭差)로써 조선에 와서 국왕 효종의 즉위를 축하하였다는 기록이 있으며, 아버지로부터 가독을 물려받은 이듬해 3월에도 조선에 사신을 보내 자신이 가독을 이었음을 알렸다고 한다.
그러나 어린 나이에 번주가 되었기에 실권은 여전히 은거한 아버지 요시자네가 장악하고 있었고, 별다른 번정을 펼쳐보지 못한 채 겐로쿠 7년(1694년) 9월 27일에 요절했다. 향년 24세. 번주는 동생으로 양자가 된 요시미치(義方)가 이었다.
| 전임 소 요시자네 | 제4대 쓰시마 후추번 번주 (소가) 1692년 ~ 1694년 | 후임 소 요시미치 |